# Сламбер: Лабіринти сновидінь
«Сламбер: Лабіринти сновидінь» — фільм жахів спільного виробництва Великої Британії і США. Прем'єра в Україні відбулась 8 лютого 2018 року.

## Сюжет
Еліс Арнольдс — лікар, яка займається проблемами сну. Серед її пацієнтів є хлопчик Денні, який страждає від жахливих сновидінь. Під час сну він отримує фізичні ушкодження і ніщо не допомагає йому. Врешті-решт Еліс робить висновок, що ці проблеми пов'язані з надприродними силами.

## У ролях
| Актор            | Роль           |
| ---------------- | -------------- |
| Меггі К'ю        | Еліс Арнольдс  |
| Вілл Кемп        | Том Арнольдс   |
| Крістен Буш      | Сара Морган    |
| Сем Тротон       | Чарлі Морган   |
| Сильвестр Маккой | Амандо         |
| Вільям Гоуп      | Малколм        |
| Лукас Бонд       | Даніель Морган |
| Гонор Ніфсі      | Емілі Морган   |
| Софія Вайсмен    | Нів            |
| Ніл Лінпоу       | Дейв           |
| Вільям Ред       | Ліам           |

## Створення фільму

### Виробництво
Зйомки фільму проходили в Лос-Анджелесі, Каліфорнія, США.

### Знімальна група
- Кінорежисер — Джонатан Гопкінс
- Сценаристи — Річард Гоблі, Джонатан Гопкінс
- Кінопродюсери — Марк Лейн, Джеймс Гарріс, Паскаль Дегов
- Кінооператор — Поллі Морган
- Кіномонтаж — Гері Форрестор
- Композитор — Улас Паккан
- Художник-постановник — Керолайн Сторі
- Артдиректор — Дженні Рей
- Художник з костюмів — Джемайма Пенні[3].

## Сприйняття
Фільм отримав негативні відгуки. На сайті Rotten Tomatoes оцінка стрічки становить 32 % від глядачів із середньою оцінкою 2,5/5 (71 голос). Фільму зарахований «розсипаний попкорн» від глядачів, Internet Movie Database — 4,7/10 (1 872 голоси).